# Мелитопольский округ
Мелитопольский округ (укр. Мелітопольська округа) — единица административного деления Украинской ССР, существовавшая с апреля 1923 по июль 1930 года. На востоке округ граничил с Мариупольским округом, на севере — с Запорожским и Криворожским округами, на западе — с Херсонским округом, а на юго-западе — с РСФСР, в состав которой в те годы входил Крым.

## История
Образован в 1923 году в составе Екатеринославской губернии.
В июне 1925 года губернии на Украине были упразднены и округ перешёл в прямое подчинение Украинской ССР.
В 1920-х годах в округе проводилась массовая работа по ликвидации неграмотности 
Округ упразднён в июле 1930, как и большинство округов СССР. Районы переданы в прямое подчинение Украинской ССР. При этом Верхне-Рогачский, Ногайский, Черниговский, Ботиевский и Вознесенский были упразднены.

## Административное деление
По данным на 1926 год, округ делился на 21 район: Акимовский, Больше-Белозерский, Велико-Лепетихский, Больше-Токмакский, Верхне-Рогачский, Веселовский, Вознесенский, Генический, Ивановский, Кизиярский, Михайловский, Молочанский, Ново-Сирогозский, Ново-Троицкий, Ногайский, Второпокровский, Пришибский, Романовский (центр — нынешняя Болгарка), Терпеньевский, Цареводаровский и Черниговский.
Всего на 1 января 1926 года в УССР были: 41 округ и МАССР, 636 районов, 9 307 сельсоветов, 78 городов, 39 310 селений, в которых было 4 828 200 дворов.

## Население
По данным переписи 1926 года численность населения составляла 735,4 тыс. чел. В том числе украинцы — 57,8%; русские — 25,1%; болгары — 6,8%; немцы — 6,0%; евреи — 2,1%.